# Jakob Andersen
Jakob Andersen (1977) es un deportista danés que compitió en natación. Ganó dos medallas de bronce en el Campeonato Mundial de Natación en Piscina Corta entre los años 1999 y 2002, ambas en la prueba de 100 m estilos.

## Palmarés internacional
| Campeonato Mundial en Piscina Corta | Campeonato Mundial en Piscina Corta | Campeonato Mundial en Piscina Corta | Campeonato Mundial en Piscina Corta |
| Año                                 | Lugar                               | Medalla                             | Prueba                              |
| ----------------------------------- | ----------------------------------- | ----------------------------------- | ----------------------------------- |
| 1999                                | Hong Kong (China)                   | Medalla de bronce                   | 100 m estilos                       |
| 2002                                | Moscú (Rusia)                       | Medalla de bronce                   | 100 m estilos                       |